# Jacques Lougnon
Pour les articles homonymes, voir Lougnon.
Jacques Lougnon est un chroniqueur français né à Saint-Denis (La Réunion) le 29 octobre 1920 et mort à Saint-Pierre (La Réunion) le 11 novembre 1997.

## Biographie
Enseignant au lycée Leconte-de-Lisle de Saint-Denis, il est connu pour ses billets parus une première fois dans la presse réunionnaise des années 1960 aux années 1980 puis réédités au sein de quatre ouvrages à compter du milieu des années 1970. À la fin de sa vie, il était surnommé « le Vieux Tangue ».
Il construit avec ses ouvriers la chapelle de Petite France et mis en valeur la Forêt de Petite France en reconstituant un domaine forestier. 
Il est enterré au cimetière marin de Saint-Paul.

### Famille
Petit-fils de Jean-Baptiste Antoine Lougnon (d) , qui fut gouverneur de La Réunion, il était par ailleurs le frère de l'historien Albert Lougnon.

## Hommage
En 2008, une plaque symbolique Le chemin du Vieux Tangue a été planté au cratère Commerson en sa mémoire.